# Аноксија
Аноксија (лат. аnoxia) је поремећај који се карактерише смањењењем нивоа кисеоника у ткивима испод његових физиолошких вредности. Настаје  због потпуног одсуства снабдевања кисеоником, прекида у његовог доласка у ткива и неспособнсти ћелија да користе кисеоник за нормалну функцију. Према брзини настанка разликују се две врсте аноксије; брзонастајућа или акутна аноксија и споронастајућа или хронична аноксија. Хипоксија се разликује од хипоксемије и аноксемије, по томе што се хипоксија односи на стање у коме је кисеоник присутан у ткиву или целом телу недовољан, док се хипоксемија и аноксемија односе посебно на стања која имају мало кисеоника или га нема у крви. Хипоксија у којој постоји потпуно одсуство снабдевања кисеоником се назива аноксија.

## Супротстављени ставовови
Према Артуру Гајтону, еминентном физиологу, у пракси се неки термини везани за поремећаје у дистрибуцији кисеоника у процесу дисања погрешно користе:
Аноксија у суштини значи да кисеоника уопште нема, али се овај термин чешће примењује за означавање смањене количине кисеоника. Исправнији назив (по Гајтону) за смањење количине кисеоника у организму био би хипоксија.
Аноксемија, значи да у крви нема кисеоника, али се и овај термин у свакодневној пракси користи да означи да је заправо количина кисеника у крви смањена. Бољи термин (по Гајтону) за овај поремећај је хипоксемија.

## Етиологија
Етиолошки гледано најчешћи узроци аноксије су:
- Повреде са запушењем дисајних путева (запушење носа и уста, запушење ждрела и гркљана, запушење душника и душница)
- Утопљење
- Повреде које настају стезањем (загушење-стезање врата шаком односно шакама, задављење-стезање врата омчом коју затеже нека жива или нежива сила, вешање-стезање врата омчом коју пасивно затеже тежина сопственог тела),
- Стезање или притисак на грудни кош у току неких хируршких захвата
- Разни облици шока.[4]
- Акутна тровања
- Порођај
- Боравак на висини
- Болести крви (анемија)
- Тешка искрварења

## Патофизиологија
Недовољна количине кисеоника у атмосфери изазива пад парцијалног притиска кисеоника у удахнутом ваздуху, и има за последицу смањење оксигенације хемоглобина у плућним капиларима. Код овог поремећаја у свим етапама транспорта кисеоника у организму његове вредности су смањене, тј. значајно су ниже од физиолошких, наведених у доњој табели. Могу настати због:
- загађења атмосфере издувним гасовима, парама, димом и другим испарењима,
- у току боравка на високим планинама или у атмосфери на великим висинама,
- у току инцидената у рудницима и подземним јамама,
- у ваздухопловству,
- космичким летовима,
- подводним активностима,
- због повреда и других механичких запушења уста и носа или стазања дисајних путева.[6]

Концентрација гасова у ваздуху и крви
| Гас           | Ваздух атмосфера — алвеоле (парцијални притисак у кРа) | Крв артерије — вене (парцијални притисак у кРа) |
| ------------- | ------------------------------------------------------ | ----------------------------------------------- |
| Кисеоник      | 20,6 — 13,5 (158) — (158)                              | 12.5 — 5,3 (95) — (40)                          |
| Угљен-диоксид | 0.04 — 5,3 (0,3) — (40)                                | 5,3 — 6,1 (40) — (46)                           |
| Азот          | 79,6 — 76,2 (597) — (572)                              | 76,2 — 76,2 (572) — (572)                       |
| Водена пара   | 0,7 — 6,3 (5) — (47)                                   | 6,3 — 6,3 (47) — (47)                           |

## Врсте аноксије
Према брзини настанка и тежини клиничке слике разликују се две врсте аноксије;

### Акутна аноксија
Акутна или брзонастајућа аноксија, први је тип аноксије која се карактерише израженим знацима и симптомима недовољног снабдевања кисеоником виталних органа у току једног или два минута после прекида функције дисања. Она доводи до тежих поремећаја размене гасова у ћелијама, што има за последицу поремећај функције најзначајнијих виталних органа као што су мозак и срце.
Последице акутне аноксије зависе од брзине њеног развоја, и тежа су уколико су ћелије различитије или својственије. Време за које поједино ткиво може да се одржи у функцији износи; око шест до осам минута (за мозак), 20 до 30 минута (за булбус), 120 минута за мишиће итд. Аноксија мозга и срчаног мишића може довести до наглог прекида можданих функција, застоја срчаног рада, и настанка смрти.
Акутна аноксија плода у тренутку порођаја, настала као поседица компресије, може да доведе до појаве енцефалопатије, или глувоће, код новорођенчета.

### Хронична аноксија
Други тип аноксије је хронична форма аноксије, која може да настане као последица;
Аноксична аноксија
Овај облик аноксије настаје као последица недовољног засићења хемоглобина артеријске крви кисеоником, најчешће због његове недовољне количине у плућима. Она може настати нпр. код висинске болести, када је условљене смањеним парцијалним притиском кисеоника у удахнутом ваздуху на великим висинама.
Анемијска аноксија
Анемијска аноксија настаје као последица недовољне количине хемоглобина у циркулишућој крви, због искрварења или анемијских болести.
Застојна аноксија
Настаје као последица смањеног или недовољног протицања крви у ткивам (системска аноксија) или до самих ћелија (ћелијска аноксија), због озбиљно нарушене циркулације у крвним судовима и капиларима.
Такав облик аноксије срећемо код срчаног мишића, због неспособности веначног крвотока да снабде миокард довољним количинама кисеоника, код аноксије новорођенчета због нарушене функције крвотока, продуженим трајањем трудноће или порођаја.
Хистотоксична аноксија
Због ензимских поремећаја у ткивима или нарушене функције хемоглобина (нпр код разних тровања), у овој аноксија ткива и ћелије нису у могућности да користе кисеоник, иако га у плућима или крви има у довољним количинама.
Остали облици аноксије
Разни облици аноксије могу настати или се касније јавити и; приликом анестезије, у току неких хируршких захвата или у разним облицима шока.